# Alpiner Nor-Am Cup 1998/99
Die Saison 1998/1999 des Nor-Am Cup im alpinen Skisport begann am 23. November 1998 in Beaver Creek und endete am 3. April 1999 am Mount Bachelor. Bei den Herren wurden 28 Rennen ausgetragen (9 Slaloms, 6 Riesenslaloms, 7 Super-G und 6 Abfahrten), bei den Damen hingegen nur 23 Rennen (7 Slaloms, 6 Riesenslaloms, 5 Super-G und 5 Abfahrten).
Die Tabellen zeigen die fünf Bestplatzierten in der Gesamtwertung und in jeder Disziplinwertung sowie die drei besten Fahrer jedes Rennens.

## Herren

### Gesamtwertung
| Rang | Name            | Land               | Punkte |
| ---- | --------------- | ------------------ | ------ |
| 1    | Jeff Durand     | Kanada             | 865    |
| 2    | Scott Macartney | Vereinigte Staaten | 831    |
| 3    | Thomas Vonn     | Vereinigte Staaten | 554    |
| 4    | Erik Schlopy    | Vereinigte Staaten | 547    |
| 5    | Uroš Pavlovčič  | Slowenien          | 522    |

### Abfahrt
| Rang | Name              | Land               | Punkte |
| ---- | ----------------- | ------------------ | ------ |
| 1    | Jeff Durand       | Kanada             | 520    |
| 2    | Daimion Applegath | Kanada             | 302    |
| 3    | Scott Macartney   | Vereinigte Staaten | 286    |
| 4    | Kevin Wert        | Kanada             | 200    |
| 5    | Jeff Hume         | Kanada             | 185    |

### Super-G
| Rang | Name              | Land               | Punkte |
| ---- | ----------------- | ------------------ | ------ |
| 1    | Scott Macartney   | Vereinigte Staaten | 440    |
| 2    | Jeff Durand       | Kanada             | 345    |
| 3    | Daimion Applegath | Kanada             | 198    |
| 4    | Cameron Culbert   | Kanada             | 190    |
| 5    | Vincent Lavoie    | Kanada             | 189    |

### Riesenslalom
| Rang | Name           | Land               | Punkte |
| ---- | -------------- | ------------------ | ------ |
| 1    | Thomas Vonn    | Vereinigte Staaten | 430    |
| 2    | Dane Spencer   | Vereinigte Staaten | 335    |
| 3    | Erik Schlopy   | Vereinigte Staaten | 228    |
| 4    | Uroš Pavlovčič | Slowenien          | 225    |
| 5    | David Viele    | Vereinigte Staaten | 196    |

### Slalom
| Rang | Name                | Land               | Punkte |
| ---- | ------------------- | ------------------ | ------ |
| 1    | Andy LeRoy          | Vereinigte Staaten | 351    |
| 2    | Uroš Pavlovčič      | Slowenien          | 297    |
| 3    | Drew Thorne Thomsen | Vereinigte Staaten | 271    |
| 4    | Martin Tichý        | Kanada             | 230    |
| 5    | Jean-Philippe Roy   | Kanada             | 218    |

### Podestplätze
Disziplinen:
- DH = Abfahrt
- SG = Super-G
- GS = Riesenslalom
- SL = Slalom

| Datum      | Ort            | Dis. | 1. Platz                | 2. Platz                | 3. Platz                  |
| ---------- | -------------- | ---- | ----------------------- | ----------------------- | ------------------------- |
| 23.11.1998 | Beaver Creek   | GS   | Patrik Järbyn (SWE)     | Walter Girardi (ITA)    | Dane Spencer (USA)        |
| 24.11.1998 | Winter Park    | SL   | Sacha Gros (USA)        | Benjamin Raich (AUT)    | Drago Grubelnik (SLO)     |
| 25.11.1998 | Winter Park    | SL   | Giorgio Rocca (ITA)     | Benjamin Raich (AUT)    | Mitja Valenčič (SLO)      |
| 27.11.1998 | Park City      | GS   | Dane Spencer (USA)      | Sami Uotila (FIN)       | J. Andrew Martin (USA)    |
| 28.11.1998 | Park City      | SL   | Andy LeRoy (USA)        | Kevin Stell (USA)       | Martin Tichý (CAN)        |
| 30.11.1998 | Aspen          | SG   | Patrik Järbyn (SWE)     | Peter Runggaldier (ITA) | Vincent Lavoie (CAN)      |
| 01.12.1998 | Aspen          | SG   | Didier Défago (SUI)     | Marco Büchel (LIE)      | Sacha Gros (USA)          |
| 04.12.1998 | Lake Louise    | DH   | Jeff Durand (CAN)       | Ivica Kostelić (CRO)    | Daimion Applegath (CAN)   |
| 05.12.1998 | Lake Louise    | DH   | Ivica Kostelić (CRO)    | Jeff Durand (CAN)       | Craig Branch (AUS)        |
| 05.12.1998 | Lake Louise    | SG   | Jeff Durand (CAN)       | Scott Macartney (USA)   | Craig Branch (AUS)        |
| 06.12.1998 | Lake Louise    | SG   | Scott Macartney (USA)   | Craig Branch (AUS)      | Ivica Kostelić (CRO)      |
| 01.01.1999 | Whiteface      | GS   | Thomas Vonn (USA)       | Dane Spencer (USA)      | David Viele (USA)         |
| 02.01.1999 | Whiteface      | GS   | Thomas Vonn (USA)       | David Viele (USA)       | Uroš Pavlovčič (SLO)      |
| 03.01.1999 | Whiteface      | SL   | Chip Knight (USA)       | Andy LeRoy (USA)        | Drew Thorne Thomsen (USA) |
| 04.01.1999 | Whiteface      | SL   | Jean-Philippe Roy (CAN) | Martin Tichý (CAN)      | Uroš Pavlovčič (SLO)      |
| 17.02.1999 | Apex           | DH   | Kevin Wert (CAN)        | Darin McBeath (CAN)     | Jeff Durand (CAN)         |
| 20.02.1999 | Apex           | DH   | Kevin Wert (CAN)        | Jeff Durand (CAN)       | Luke Sauder (CAN)         |
| 22.02.1999 | Sugarloaf      | SG   | Jeff Durand (CAN)       | Scott Macartney (USA)   | Cameron Culbert (CAN)     |
| 24.02.1999 | Sugarloaf      | DH   | Jeff Durand (CAN)       | Scott Macartney (USA)   | Justin Johnson (USA)      |
| 25.02.1999 | Sugarloaf      | DH   | Jeff Durand (CAN)       | Daimion Applegath (CAN) | Scott Macartney (USA)     |
| 26.02.1999 | Sugarloaf      | SG   | Jeff Durand (CAN)       | Scott Macartney (USA)   | Daimion Applegath (CAN)   |
| 11.03.1999 | Georgian Peaks | SL   | Stanley Hayer (CAN)     | Jeff Lines (CAN)        | Vincent Lavoie (CAN)      |
| 12.03.1999 | Georgian Peaks | SL   | Michael Tichy (CAN)     | Martin Tichý (CAN)      | Drew Thorne Thomsen (USA) |
| 28.03.1999 | Mount Norquay  | SL   | Jean-Philippe Roy (CAN) | Uroš Pavlovčič (SLO)    | Drew Thorne Thomsen (USA) |
| 29.03.1999 | Mount Norquay  | GS   | Thomas Vonn (USA)       | Uroš Pavlovčič (SLO)    | Erik Schlopy (USA)        |
| 01.04.1999 | Mount Bachelor | GS   | Erik Schlopy (USA)      | Thomas Vonn (USA)       | Chip Knight (USA)         |
| 02.04.1999 | Mount Bachelor | SG   | Scott Macartney (USA)   | Thomas Vonn (USA)       | Jakub Fiala (USA)         |
| 03.04.1999 | Mount Bachelor | SL   | Uroš Pavlovčič (SLO)    | Andy LeRoy (USA)        | Drew Thorne Thomsen (USA) |

## Damen

### Gesamtwertung
| Rang | Name                  | Land               | Punkte |
| ---- | --------------------- | ------------------ | ------ |
| 1    | Alison Powers         | Vereinigte Staaten | 752    |
| 2    | Anne-Marie LeFrançois | Kanada             | 659    |
| 3    | Sara-Maude Boucher    | Kanada             | 646    |
| 4    | Alexandra Shaffer     | Vereinigte Staaten | 561    |
| 5    | Megan Ganong          | Vereinigte Staaten | 549    |

### Abfahrt
| Rang | Name                  | Land               | Punkte |
| ---- | --------------------- | ------------------ | ------ |
| 1    | Megan Ganong          | Vereinigte Staaten | 385    |
| 2    | Anne-Marie LeFrançois | Kanada             | 370    |
| 3    | Alison Powers         | Vereinigte Staaten | 340    |
| 4    | Sara-Maude Boucher    | Kanada             | 240    |
|      | Jonna Mendes          | Vereinigte Staaten | 240    |

### Super-G
| Rang | Name                  | Land               | Punkte |
| ---- | --------------------- | ------------------ | ------ |
| 1    | Alison Powers         | Vereinigte Staaten | 376    |
| 2    | Sara-Maude Boucher    | Kanada             | 314    |
| 3    | Kjersti Bjorn-Roli    | Vereinigte Staaten | 250    |
| 4    | Anne-Marie LeFrançois | Kanada             | 234    |
| 5    | Jennifer Delich       | Kanada             | 138    |

### Riesenslalom
| Rang | Name              | Land               | Punkte |
| ---- | ----------------- | ------------------ | ------ |
| 1    | Alexandra Shaffer | Vereinigte Staaten | 276    |
| 2    | Britt Janyk       | Kanada             | 246    |
| 3    | Allison Forsyth   | Kanada             | 164    |
| 4    | Tove Pashkowski   | Vereinigte Staaten | 161    |
| 5    | Gail Kelly        | Kanada             | 152    |

### Slalom
| Rang | Name              | Land               | Punkte |
| ---- | ----------------- | ------------------ | ------ |
| 1    | Geneviève Simard  | Kanada             | 334    |
| 2    | Kristina Koznick  | Vereinigte Staaten | 250    |
| 3    | Alexandra Shaffer | Kanada             | 245    |
| 4    | Kateřina Tichý    | Kanada             | 241    |
| 5    | Nataša Bokal      | Slowenien          | 200    |

### Podestplätze
Disziplinen:
- DH = Abfahrt
- SG = Super-G
- GS = Riesenslalom
- SL = Slalom

| Datum      | Ort              | Dis. | 1. Platz                                  | 2. Platz                    | 3. Platz                     |
| ---------- | ---------------- | ---- | ----------------------------------------- | --------------------------- | ---------------------------- |
| 24.11.1998 | Beaver Creek     | GS   | Birgit Heeb (LIE)                         | María José Rienda (SPA)     | Ana Galindo Santolaria (SPA) |
| 25.11.1998 | Beaver Creek     | GS   | Anita Wachter (AUT)                       | Anja Pärson (SWE)           | Špela Pretnar (SLO)          |
| 27.11.1998 | Beaver Creek     | SL   | Nataša Bokal (SLO)                        | Karin Köllerer (AUT)        | Alenka Dovžan (SLO)          |
| 28.11.1998 | Beaver Creek     | SL   | Nataša Bokal (SLO) Kristina Koznick (USA) |                             | Christel Pascal (FRA)        |
| 29.11.1998 | Loveland         | SL   | Karin Köllerer (AUT)                      | Sabine Egger (AUT)          | Vicky Grau (AND)             |
| 07.12.1998 | Mammoth Mountain | SG   | Sara-Maude Boucher (CAN)                  | Kjersti Bjorn-Roli (USA)    | Alison Powers (USA)          |
| 07.12.1998 | Mammoth Mountain | SG   | Alison Powers (USA)                       | Sara-Maude Boucher (CAN)    | Kjersti Bjorn-Roli (USA)     |
| 10.12.1998 | Mammoth Mountain | DH   | Megan Ganong (USA)                        | Alison Powers (USA)         | Anne-Marie LeFrançois (CAN)  |
| 10.12.1998 | Mammoth Mountain | DH   | Megan Ganong (USA)                        | Anne-Marie LeFrançois (CAN) | Alison Powers (USA)          |
| 02.01.1999 | Sugarbush        | GS   | Gail Kelly (CAN)                          | Alexandra Krebs (USA)       | Britt Janyk (CAN)            |
| 03.01.1999 | Sugarbush        | GS   | Geneviève Simard (CAN)                    | Britt Janyk (CAN)           | Alexandra Shaffer (USA)      |
| 04.01.1999 | Val Saint-Côme   | SL   | Geneviève Simard (CAN)                    | Kateřina Tichý (CAN)        | Alexandra Shaffer (USA)      |
| 05.01.1999 | Val Saint-Côme   | SL   | Geneviève Simard (CAN)                    | Kateřina Tichý (CAN)        | Alexandra Shaffer (USA)      |
| 17.02.1999 | Apex             | DH   | Alison Powers (USA)                       | Jonna Mendes (USA)          | Sara-Maude Boucher (CAN)     |
| 22.02.1999 | Sugarloaf        | SG   | Alison Powers (USA)                       | Jonna Mendes (USA)          | Sara-Maude Boucher (CAN)     |
| 24.02.1999 | Sugarloaf        | DH   | Jonna Mendes (USA)                        | Anne-Marie LeFrançois (CAN) | Megan Ganong (USA)           |
| 25.02.1999 | Sugarloaf        | DH   | Anne-Marie LeFrançois (CAN)               | Megan Ganong (USA)          | Jonna Mendes (USA)           |
| 26.02.1999 | Sugarloaf        | SG   | Anne-Marie LeFrançois (CAN)               | Alison Powers (USA)         | Sara-Maude Boucher (CAN)     |
| 27.03.1999 | Mount Hood       | GS   | Alexandra Shaffer (USA)                   | Britt Janyk (CAN)           | Kirsten Lee Clark (USA)      |
| 28.03.1999 | Mount Hood       | SL   | Allison Forsyth (CAN)                     | Isabelle Fabre (FRA)        | Alexandra Shaffer (USA)      |
| 01.04.1999 | Mount Bachelor   | GS   | Allison Forsyth (CAN)                     | Tove Pashkowski (USA)       | Alexandra Shaffer (USA)      |
| 02.04.1999 | Mount Bachelor   | SG   | Anne-Marie LeFrançois (CAN)               | Emily Brydon (CAN)          | Kjersti Bjorn-Roli (USA)     |
| 03.04.1999 | Mount Bachelor   | SL   | Kristina Koznick (USA)                    | Sarah Schleper (USA)        | Tasha Nelson (USA)           |